# Лазарь (Васильев)
Константи́н Алексе́евич Васи́льев (в монашестве Ла́зарь; род. 1946 или 1953) — бывший священник Русской православной церкви (1984—1990), один из основателей «Богородичного центра», создатель маргинальной «Истинно-православной церкви откровения Иоанна Богослова». Получил известность в первой половине 1990-х годов благодаря ряду эксцентричных акций в Москве. К настоящему времени отошёл от религиозной деятельности.

## Биография

### Священник Русской православной церкви
Приняв крещение, 22 мая 1984 года в Феодоровском кафедральном соборе Ярославля был рукоположен в сан священника митрополитом Ярославским и Ростовским Иоанном (Вендландом). Священническое служение проходил сначала на приходах Ярославской, а затем Московской областной епархий Русской православной церкви.
В 1993 году газета «Панорама» писала о нём: «При первом общении батюшка Константин производил хорошее „православное“ впечатление: человек неучёный, простой, но „смиренный и духовный“. Некоторые странности, открывавшиеся при близком знакомстве, казались для деревенского попа вполне простительными. Как проповедник и пастырь — ниже среднего, однако на всю округу славился своими „закатистыми“ молебнами. Своей богословской необразованности не скрывает и ею не смущается. При этом его еретические высказывания кажутся скорее издёвкой, чем действительным строем мысли. Учился заочно в Московской духовной семинарии, да не закончил. „Благодатный“ дар, который с некоторых пор открылся в Васильеве (в каждой бабке он без труда стал видеть ведьму), впоследствии определил его сугубую „специализацию“ — изгнание бесов».

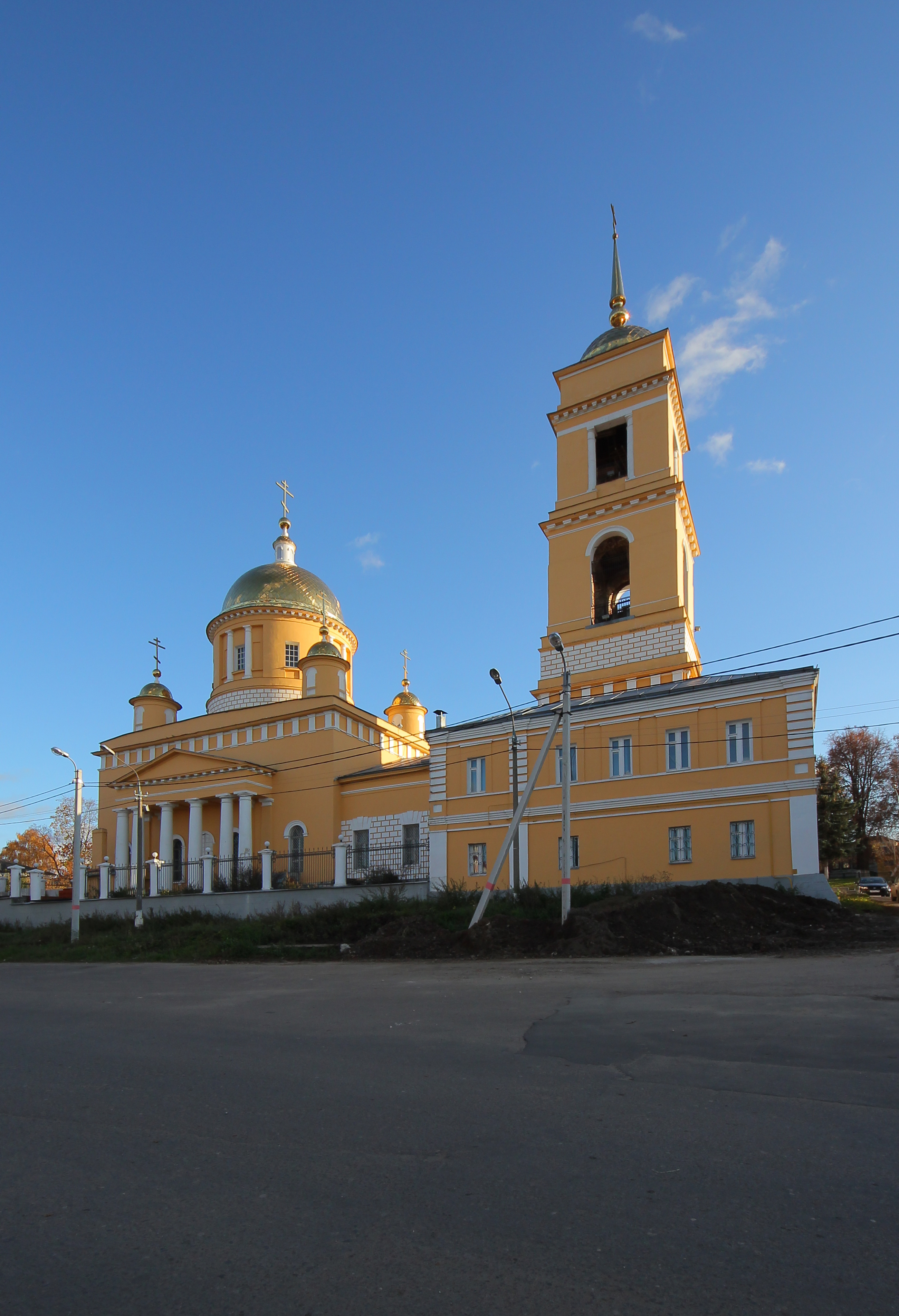
Успенский собор в Кашире. 2011 год.

Назначен настоятелем переданного в декабре 1988 года РПЦ Успенского собора в Кашире Московской области, находившегося в аварийном состоянии. У стен собора валялись груды разбитых бутылок, ящиков, мусора. На провалившейся крыше росла целая березовая роща. Прихожане вместе с настоятелем Константином Васильевым начали приводить в порядок храм и территорию. Расчистили небольшую часть церковного двора и по воскресениям служили Акафист Успению Божией Матери. В день апостолов Петра и Павла 12 июля 1989 года было совершено первое богослужение в Успенском храме.

### Уход из РПЦ и создание «Богородичного центра»
В это время, на волне религиозного подъёма в советском обществе и интенсивного возрождения религиозной жизни, Васильев начинает активно общаться с различными религиозными деятелями, в том числе с клириком не имеющей апостольского преемства неканонической «Серафимо-Геннадиевской» (секачёвской) иерархи Иоанном (Береславским). Священники и монахи будущего «Богородичного центра» стали постоянно приезжать в Каширу, где сослужили в облачениях с Константином Васильевым, отправляли требы и принимали исповеди. Под их влиянием Васильев принимает решение о выходе из Русской православной церкви.
Вместе с «богородичниками» Береславского, Лазарь (Васильев) сблизился с Викентием Чекалиным, бывшим диаконом Русской православной церкви, лишённым сана за двоежёнство, но выдававшим себя за епископа катакомбного поставления. К тому времени Викентий Чекалин уже успел положить начало иерархии УАПЦ третьей генерации, рукоположив на Западной Украине вместе с бывшим епископом Московского патриархата Иоанном (Боднарчуком), лишённым сана, Василия (Боднарчука) и Андрея (Абрамчука). Чекалин указал Васильеву дорогу на Украину, где поставленные с его помощью украинские «епископы» готовы были перенести раскол в Россию путём его рукоположения во епископа. 22 августа 1990 года Боднарчук и епископы Василий (Боднарчук) и Даниил (Ковальчук) в городе Дрогобыч Львовской области возвели иерея Константина Васильева во «епископа» с титулом «Московский и Каширский», присвоив ему в монашестве имя «Лазарь». Так как он выдавал себя за катакомбника, то первоначально некоторые его стали путать с епископом РПЦЗ Лазарем (Журбенко).
На престольный праздник Успения Богородицы (28 августа по новому стилю) в 1990 года объявил прихожанам, что отрекается от своей жены-инвалида и трёх маленьких детей, и что принял постриг с именем Лазарь. Направил послание митрополиту Крутицкому Ювеналию (Пояркову) о своём выходе из Московского патриархата. 3 сентября 1990 года указом митрополита Ювеналия запрещён в священнослужении. После этого небольшая группа прихожан, в основном состоявшая из старух, поддержала Лазаря, официально объявив о своём выходе из юрисдикции Московского Патриархата и направив в исполком Каширского горсовета прошение о перерегистрации.
Когда последовал отказ, Лазарь вместе с 15 наиболее фанатичными последователями, вооружившись деревянными и железными палками, заперлись в храме, но 29 ноября церковь была взята штурмом частями ОМОН’а и милиции ОВД города Кашира. Храм был вновь передан Московскому патриархату. Данные события активно освящались в московской прессе. После изгнания из Успенского храма Лазарь (Васильев) и около 20 поддержавших его верующих стали совершать богослужения в частном доме села Лужки Ступинского района Московской области.
14 декабря 1990 года в селе Солонское Дрогобычского района Львовской области по протекции Чекалина Иоанн (Боднарчук), Даниил (Ковальчук) вместе с Лазарем (Васильевым) возвели во епископа с титулом «Зеленоградский и Коломенский» Владислава Филиппова, присвоив ему в монашестве имя «Тихон». В тот же день указом № 569 Иоанн (Боднарчук) «за большие заслуги перед Русской Истинно-Православной Церковью и за миссионерскую деятельность во благо Церкви Божией и великого русского народа» возвёл Лазаря (Васильева) в сан «архиепископа Московского и Каширского».
19 декабря 1990 года Лазарь (Васильев) и Тихон (Филиппов) по «благословению» Иоанна (Боднарчука) учредили «Российскую автокефальную православную церковь» и провели «поместный собор», на котором избрали «пророка» Иоанна (Береславского) «епископом Санкт-Петербургским и Валаамским». На этом решении «собора» Боднарчук 21 декабря 1990 года наложил письменную резолюцию: «Благословляю Архимандриту Иоанну быть Епископом Санкт-Петербургским и Валаамским. Блаженнейший Митрополит Иоанн». После этого, 25 декабря того же года Лазарь (Васильев) и Тихон (Филиппов) на одной из московских квартир совершили дополнительный «чин хиротесии» над «параклитским пророком» Иоанном (Береславским), усвоившим с этого момента титул «епископа Санкт-Петербургского и Валаамского». На ставленнической грамоте Береславского Боднарчук написал резолюцию следующего содержания: «Ознакомился. Очень рад. Блаженнейший Митрополит Иоанн».
Вскоре Лазарь (Васильев) проявил огромные амбиции, исключавшие возможность сотрудничества с Иоанном (Береславским). Он принимает титул «епископа Каширского, архиепископа Московского и митрополита Сибирского, патриарха всея Руси, императора Всероссийского, судебного исполнителя Откровения святого Иоанна Богослова, Агнца Завета». В мае 1991 года Министерством юстиции РСФСР Васильев зарегистрировал «Межрегиональное духовное управление ИПЦ», которое на тот момент насчитывало 5 приходов и 1 монастырь. 16 июня 1991 года в Москве на «поместном соборе» своей юрисдикции «архиепископ» Лазарь (Васильев), «епископ» Тихон (Филиппов) и Иоанн (Береславский) переименовывают «Российскую Автокефальную Православную Церковь» в «Православную церковь Божией Матери» («Богородичный центр»). Это событие стало последней совместной акцией Береславского и Васильева, после чего две группы окончательно размежевались.

### Самостоятельное существование в 1990-е годы
Потеряв с уходом Береславского абсолютное большинство своих прежних сторонников, Лазарь (Васильев) активно включился в бурно развивающуюся общественно-политическую жизнь, особо уделяя внимание националистическим и антикоммунистическим организациям. Так, к примеру, он тесно сблизился с радикальным националистическим движением «Русское Национальное Единство» (РНЕ), в результате чего совершил диаконское рукоположение лидера данной организации А. П. Баркашова, одновременно являвшегося старостой существовавшего только на бумаге московского прихода во имя Архангела Михаила.
Одним из громких мероприятий архиепископа Лазаря (Васильева), стала акция по «изгнанию бесов» из зданий мавзолея Ленина на Красной площади и КГБ на Лубянке. «Первая „мистерия“ была разыграна Васильевым 6 октября 1991 года: Васильев с жиденьким „крестным ходом“ изгоняет бесов из здания КГБ на Лубянке. Несколько дней спустя союзный КГБ был расформирован. После августовского путча Васильев требовал допустить его к Язову, утверждая, что имеет особую миссию „свыше“ — привести маршала к покаянию».
В декабре 1991 года благословил создание на основе Движения РНЕ «Корпуса стражей Православной Руси». На базе некоторых приходов собственной юрисдикции под эгидой РНЕ в Москве и Подмосковье были созданы общины — Серафима Саровского, Архистратига Архангела Михаила, Александра Невского, что помогло баркашовцам обзавестись помещениями под штаб-квартиры в ряде городов Подмосковья. Однако впоследствии РНЕ дистанцировалось от такой неуравновешенной личности, как Лазарь, а в октябре 1996 года Васильев снял своё благословение, данное на РНЕ, в связи с тем, что «Корпус стражей Православной Руси практически не действует». В результате А. П. Баркашов сложил с себя неканонический сан, порвав всякие отношения с Лазарем (Васильевым).
В начале 1992 года занимался экзорцизмом у Политехнического музея—изгонял бесов из припаркованных рядом автомобилей… Пишет особое пасхальное послание Транснациональной радикальной партии (1992 г.). В 1992—1993 годы «даёт интервью газетам „Завтра“, „Русскому порядку“, „Русскому стягу“, объявляя себя „Епископом Каширском, Архиепископом Московским, Блаженнейшим Митрополитом Сибирским, Святейшим Патриархом Всероссийским, Царем и Императором всея Руси, Божественным Исполнителем Откровения св. Иоанна Богослова, Агнцем Завета“. Издает Манифест о вступлении в права на престол Всероссийский. Все лето 1993 года закидывает официальные инстанции своими „посланиями“, „указами“, „присягами“ на верность себе и требованиями. Указом № 1 лишает президента России Б. Н. Ельцина власти и троекратно „проклинает“ премьер-министра В. С. Черномырдина за „неповиновение“». В 1993 года с группой своих адептов прибыл в Белый дом, где устроил экзальтированное «изгнание бесов». Это было всего за пару дней до расстрела парламента.
После 1993 года регистрирует свою организацию как «„Церковь Апокалипсиса“, офис которой находится в подмосковном городе Видное. Объявляет себя наследником патриарха Тихона и императора Николая II. Требует отдать ему Донской монастырь, 200 га земли в Подмосковье и деньги на приобретение нескольких автомобилей. Его секретарша по факсу рассылает многочисленные Лазаревы „проклятия“ и „смертные приговоры“ представителям власти, журналистам, издателям, церковным юрисдикциям и поименно всем священнослужителям за непослушание». Официальным рупором юрисдикции стала газета «Небесный Град», в которой Лазарь тиражировал свои измышления и кары на всех, не желающих принимать его в качестве «патриарха-императора» и т. д. С этого же времени юрисдикция Лазаря (Васильева) становиться известна под наименованием «Восточной Небесной Церкви Иоанна Богослова». В 1993 — начале 1994 года Лазарь, считающий себя мессией и претендующий на абсолютную духовную и светскую власть, продолжал рассылал петиции разным властным структурам, политическим и общественным организациям с требованием присягнуть ему. При этом в это время он женится во второй раз и не скрывал этого. На вопросы, как он, монах, может быть женат, отвечает, что он выше любого закона. Его вторая супруга или сожительница, Л. А. Петина, ранее являлась членом секты «Белое братство», но в группе Васильева стала носить наименование «Императрицы» и «Невесты Агнца».
В первой половине 1990-х годов Лазарь (Васильев) сблизился с представителями «истинно-православных христиан» из Липецкой области, в среде которых благоприятно были восприняты псевдоэсхатологические идеи и апокалиптические ощущения Васильева. Однако общение не продолжилось долго, вскоре эти прихожане, покинув Лазаря, образовали «Небесную Восточную Церковь Иоанна Богослова», которая собственной иерархии не имеет. К 1996 году у Васильева уже практически не было последователей. В этот период его последователи описывались следующим образом: «Деятельность секты глубоко законспирирована, все вступающие в неё подвергаются строгой проверке и клянутся на кресте не разглашать тайн этой Церкви и свято придерживаться её вероучения <…> Финансовое обеспечение секты осуществляется следующим образом. Переодетые в православных монахинь и священнослужителей адепты стоят в подуличных переходах и переходах метро и просят деньги якобы на восстановление храмов, хотя абсолютно достоверно известно, что никаких храмов они не имеют и строительство таковых не осуществляют».

### Последующая судьба
В в начале 2000-х годов имелась информация о существовании в его юрисдикции прихода во имя великомученицы Екатерины в Москве. По утверждению исследователя его деятельности священника Павла Бочкова: «В период 2000—2010-х гг. Васильев все менее активен на религиозном поприще. К 2020 г. Лазарь (Васильев) сосредоточил свою деятельность на написании постов в интернете под псевдонимами „Константин Эн“ и „Триумфатор“. Он продолжал тиражировать различные „проклятия“ и „благословения“, часто называя себя своим мирским именем Константин, но при этом продолжая утверждать, что несет „Мессианское“ служение, именуя себя „Богом Победителем, Машиахом Вседержителем — Царем Русским, Возседаюшим на своём божественном престоле с 16 декабря 2015 г., Императором-Василиском, Константином-Триумфатором, Верховным Первосвященником, На Мидгарде-Земле“. Его заявления и экзальтированные религиозные, политические, бытовые и интимные переживания, (под ником) тиражирует на своем сайте его „секретарь“, некая О. Круглова, называющая себя также „Ладой“. Васильев также пишет свою собственную автобиографическую интернет-книгу, посвященную выдуманной интимной связи с популярной эстрадной певицей Елкой, активно выкладывает свои измышления в социальных сетях». Религиозной деятельностью практически не занимается и последователей не имеет.

## Взгляды
Был близок объединению Богородичный центр. Его выступления отмечены эклектизмом, соединяющим эсхатологию, отдельные элементы нью-эйдж и неконтролируемые проклятия и фантазии.